# Richard Allen Hunt
Richard Allen Hunt (16 de junho de 1937 — 22 de março de 2009) foi um matemático estadunidense.
Doutorado pela Universidade Washington em St. Louis, com a tese Operators acting on Lorentz Spaces. Um resultado fundamental de 1968 estabelece que a expansão em série de Fourier de uma função em Lp, p > 1, converge quase em todo lugar. O caso p = 2 é devido a Lennart Carleson, e por esta razão o resultado geral é denominado teorema de Carleson-Hunt. Hunt recebeu em 1969 o Prêmio Salem.